# Hyper Tension
Série
Hyper Tension 2
(2009)
Pour plus de détails, voir Fiche technique et Distribution.
Hyper Tension ou Crinqué au Québec et au Nouveau-Brunswick (Crank) est un film américain réalisé par Mark Neveldine et Brian Taylor, sorti en 2006.

## Synopsis
Tueur à gages, Chev Chelios apprend que son rival Verona lui a injecté un poison qui bloque les récepteurs d'adrénaline. Pour survivre, Chev doit être en perpétuel mouvement, car si son taux d'adrénaline diminue trop, son cœur risque de s'arrêter.
Dès lors, Chelios entame une course contre la montre afin de trouver l'antidote et se lance dans les stratagèmes les plus farfelus pour rester en vie. Il va boire des cocktails plus ou moins sûrs afin de conserver son rythme effréné et son taux d'adrénaline au plus haut. Lorsqu'il ne peut ingurgiter des produits excitants en tous genres, on va pouvoir le voir tour à tour en train de courir partout, voler une moto de policier, rouler à toute allure dans les rues de Los Angeles, partir en pur délire junkie dans un ascenseur ou encore avoir un rapport sexuel en pleine rue a Chinatown , etc.

## Fiche technique
- Titre original : Crank
- Titre français : Hyper Tension
- Titre québécois : Crinqué
- Réalisation et scénario : Mark Neveldine et Brian Taylor
- Musique : Paul Haslinger
- Direction artistique : Chris Cornwell
- Décors : Jerry Fleming
- Photographie : Adam Biddle
- Son : Ezra Dweck, Ken S. Polk
- Montage : Brian Berdan
- Production : Michael Davis, Tom Rosenberg, Gary Lucchesi, Richard S. Wright et Skip Williamson

Production déléguée : Michael Paseornek, Peter Block, Eric Reid et David Scott Rubin
- Sociétés de production[1] : Lakeshore Entertainment, Lionsgate Films, RadicalMedia et GreeneStreet Films
- Sociétés de distribution :
  - États-Unis : Lionsgate Films
  - France : TFM Distribution[2]
  - Canada : Maple Pictures
- Budget : 12 millions de $[3]
- Pays d’origine : États-Unis
- Langue originale : anglais, espagnol, coréen
- Format[4] : couleur (DeLuxe) - 35 mm - 1,85:1 (Panavision) - son DTS | Dolby Digital | SDDS
- Genre : Comédie noire, action, thriller, policier
- Durée : 88 minutes / 94 minutes (director's cut)
- Dates de sortie[5] :
  - États-Unis, Québec[6] : 1er septembre 2006
  - France, Belgique : 14 mars 2007

- Film interdit aux moins de 12 ans lors de sa sortie en salles en France.

## Distribution
- Jason Statham (VF : Boris Rehlinger ; VQ : Sylvain Hétu) : Chev Chelios
- Amy Smart (VF : Laura Blanc ; VQ : Catherine Proulx-Lemay) : Eve
- Jose Pablo Cantillo (VF : Nessym Guetat ; VQ : Patrice Dubois) : Ricky Verona
- Efren Ramirez (VF : Philippe Valmont ; VQ : Éric Paulhus) : Kaylo
- Dwight Yoakam (VF : Pierre-François Pistorio ; VQ : Frédéric Desager) : Dr Miles
- Carlos Sanz (VF : Marc Saez ; VQ : Patrick Chouinard) : Carlito
- Reno Wilson (VF : Lucien Jean-Baptiste ; VQ : Jean-Jacques Lamothe) : Orlando
- Valarie Rae Miller (VQ : Camille Cyr-Desmarais) : Chocolat
- Chester Bennington (VF : Vincent Ropion) : le client de la pharmacie

## Accueil

### Accueil critique
Lors de sa sortie en salles, Hyper Tension obtient un accueil positif, mais modéré, de la part des critiques professionnels : 61 % des 92 commentaires collectés du site Rotten Tomatoes sont favorables, pour une moyenne de 6⁄10, tandis qu'il obtient un score de 57⁄100 sur le site Metacritic, pour 19 commentaires.

### Box-office
| Pays ou région | Box-office      | Date d'arrêt du box-office | Nombre de semaines |
| -------------- | --------------- | -------------------------- | ------------------ |
| États-Unis     | 27 838 408 $    | 19 octobre 2006            | 7                  |
| France         | 199 161 entrées | 11 avril 2007              | 9                  |
| Total mondial  | 42 931 041 $    | 19 avril 2009              | -                  |

## Distinctions
Entre 2006 et 2007, Hyper tension a été sélectionné 4 fois dans diverses catégories et a remporté 2 récompenses.

### Récompenses
- Cercle des critiques de films féminins 2006 : Prix WFCC du Personnage masculin le plus offensant décerné à Jason Statham.
- Taurus - Prix mondiaux des cascades 2007 : Meilleure cascade de spécialité décerné à Michael Nicely et Sean Graham[Note 1].

### Nominations
- Prix Schmoes d'or Golden Schmoes Awards 2006 :
  - Film le plus sous-estimé de l'année,
  - Film le plus trippant de l'année.

## Autour du film
Le scénario du film se base sur le principe de l'évolution d'un personnage dans un jeu vidéo : il se déplace toujours en courant, affronte des ennemis et parfois des boss, doit trouver un moyen de restaurer sa santé… Par ailleurs, en clin d'œil, des œuvres de pixel art et des Space Invaders sont disséminés un peu partout dans les décors du film.